# Acolhuacan
Acolhuacan was een van de drie centrale deelstaten van de Azteekse Driebond, beter bekend als het Azteekse rijk. De Azteekse Driebond werd gevormd in 1428. De andere deelstaten waren Mexico en Tecpanecahpan. Van de drie deelstaten was Mexico, met als hoofdstad Tenochtitlan, veruit de machtigste.

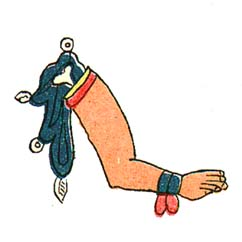
Het teken voor Acolhuacan in het schrift der Azteken

De hoofdstad van Acolhuacan was Texcoco, met die naam wordt Acolhuacan ook vaak aangeduid. De leider van Acolhuacan was de Chichimecahtecuhtli, de Chichimekenleider. De Acolhuacanen werden beschouwd als afstammelingen van de Chichimeken. De bekendste Chichimecahtecuhtli was Nezahualcóyotl. Hij ontwikkelde Texcoco tot het "Athene van Mexico".
Mexihco · Tenochtitlan      
Acolhuacan · Texcoco      
Tecpanecahpan · Tlacopan